# Zoe Hagen
Pour les articles homonymes, voir Hagen.
Zoe Hagen (née en décembre 1994 à Berlin-Schöneberg) est une auteure et slameuse allemande.

## Biographie
Zoe Hagen se produit régulièrement en tant que slameuse depuis 2013. Peu de temps après sa première apparition au Kreuzbergslam du Lido à Berlin, elle fait d'autres apparitions sur des slams populaires en Allemagne. En 2014, elle est finaliste du championnat germanophone U20 Poetry Slam. Dans ses textes, Zoe Hagen traite de problèmes socio-critiques.
En mars 2016, son premier roman, Tage mit Leuchtkäfern, est publié par Ullstein-Verlag. Elle l'a écrit à 17 ans en quelques semaines. Il décrit des expériences d'un adolescent atteint de boulimie.
Zoe Hagen vit actuellement dans un appartement partagé à Berlin-Charlottenbourg et travaille sur à deuxième roman,.

## Roman
- Tage mit Leuchtkäfern, 2016.